# Нелло Пагані
Чірілло «Нелло» Пагані (італ. Cirillo Nello Pagani; народився 11 жовтня 1911 року, Мілан, †19 жовтня 2003, Брессо, Ломбардія) — італійський авто- та мотогонщик. Перший чемпіон світу з шосейно-кільцевих мотогонок MotoGP у класі 125 сс (1949 рік).

## Біографія

### MotoGP
Нелло Пагані був відомий своєю довгою спортивною кар'єрою, яка тривала з 1928 по 1955 рік. Він мало не став дворазовим чемпіоном світу у дебютному сезоні чемпіонату MotoGP — у класі 500cc він офіційно зайняв друге місце (у ті часи гонщик міг виступати у кількох класах протягом одного сезону). Тоді чемпіонат складався з шести гонок, а чемпіон визначався за результатами трьох найкращих: і хоча Пагані набрав найбільше очок, англієйць Леслі Грехем випередив Нелло, оскільки мав дві перемоги та одне друге місце, а у Пагані було дві перемоги і одне третє місце.

### Формула-1
Нелло Пагані досяг також успіхів і в автоспорті, двічі вигравши Гран-Прі По у 1947 і 1948 роках. 4 червня 1950 року, Нелло дебютував у Формулі-1, взявши участь у Гран-Прі Швейцарії, зайнявши сьоме місце і не набравши жодного очка.

### Особисте життя
Нелло Пагані був батьком Альберто Пагані, теж мотогонщика, віце-чемпіона світу у класі 500сс (1972 року).

## Статистика виступів

### MotoGP

#### У розрізі сезонів
| Сезон  | Клас   | Мотоцикл  | Гонки | Пер | Под | НК | Очки | Місце |
| ------ | ------ | --------- | ----- | --- | --- | -- | ---- | ----- |
| 1949   | 125cc  | Mondial   | 3     | 2   | 2   | 2  | 27   | 1     |
| 1949   | 500cc  | Gilera    | 5     | 2   | 3   | 2  | 28   | 2     |
| 1950   | 500cc  | Gilera    | 2     | 0   | 2   | 0  | 12   | 4     |
| 1951   | 125cc  | Mondial   | 1     | 0   | 0   | 0  | 3    | 10    |
| 1951   | 500cc  | Gilera    | 3     | 0   | 2   | 0  | 10   | 5     |
| 1952   | 500cc  | Gilera    | 5     | 0   | 1   | 0  | 12   | 8     |
| 1953   | 500cc  | Gilera    | 1     | 0   | 0   | 0  | 2    | 15    |
| 1954   | 500cc  | MV Agusta | 1     | 0   | 1   | 0  | 4    | 13    |
| 1955   | 500cc  | MV Agusta | 1     | 0   | 0   | 0  | 2    | 20    |
| всього | всього | всього    | 22    | 4   | 11  | 4  | 100  |       |

## Цікаві факти
- у списку найстарших гонщиків, які коли-небудь здобували перемогу на етапах MotoGP, Нелло Пагані займає 7-е місце — на момент його останньої перемоги на Гран-Прі Націй-1949 у гонці класу 500cc йому було 37 років та 328 днів.[2]